# Granlundlav
Granlundlav (Bacidia laurocerasi) är en lavart som först beskrevs av Delise ex Duby, och fick sitt nu gällande namn av Alexander Zahlbruckner. Granlundlav ingår i släktet Bacidia och familjen Ramalinaceae.  Arten är reproducerande i Sverige. Inga underarter finns listade i Catalogue of Life.